# Thelocactus
Thelocactus (K.Schum.) Britton & Rose è un genere di piante succulente della famiglia delle Cactacee, diffuso in Messico e nel Texas.
Il nome del genere è formato dal greco "thelè", che vuol dire "capezzolo", e da cactus, e si riferisce ai grossi tubercoli posti sulle costolature della pianta.

## Descrizione
Queste cactacee hanno forma arrotondata o leggermente ovoidale con costolature appiattite e ricoperte da tubercoli molto evidenziati le cui cime sono munite di grosse spine aureolari.

## Tassonomia
Il genere comprende le seguenti specie:

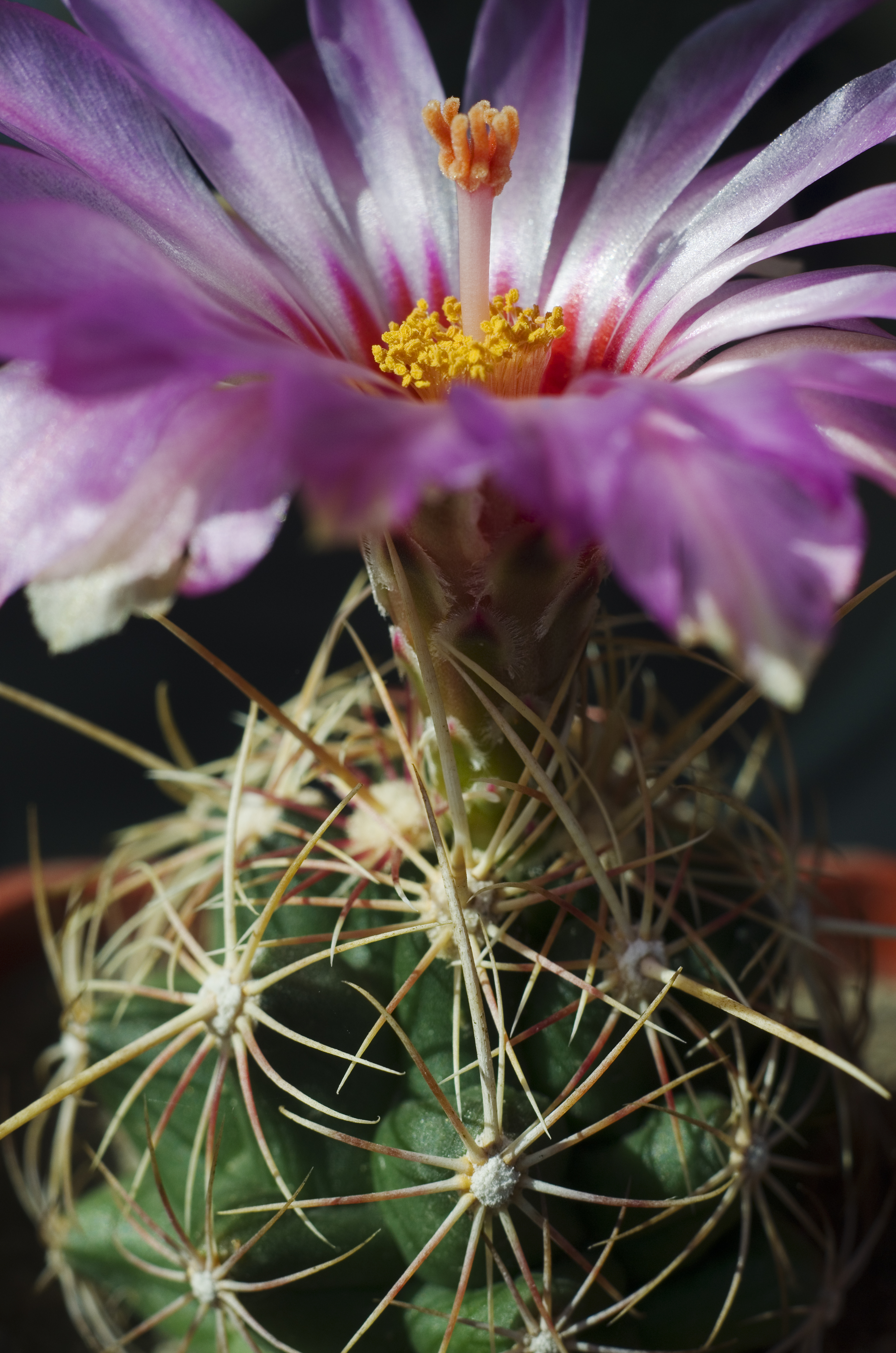
Thelocactus bicolor

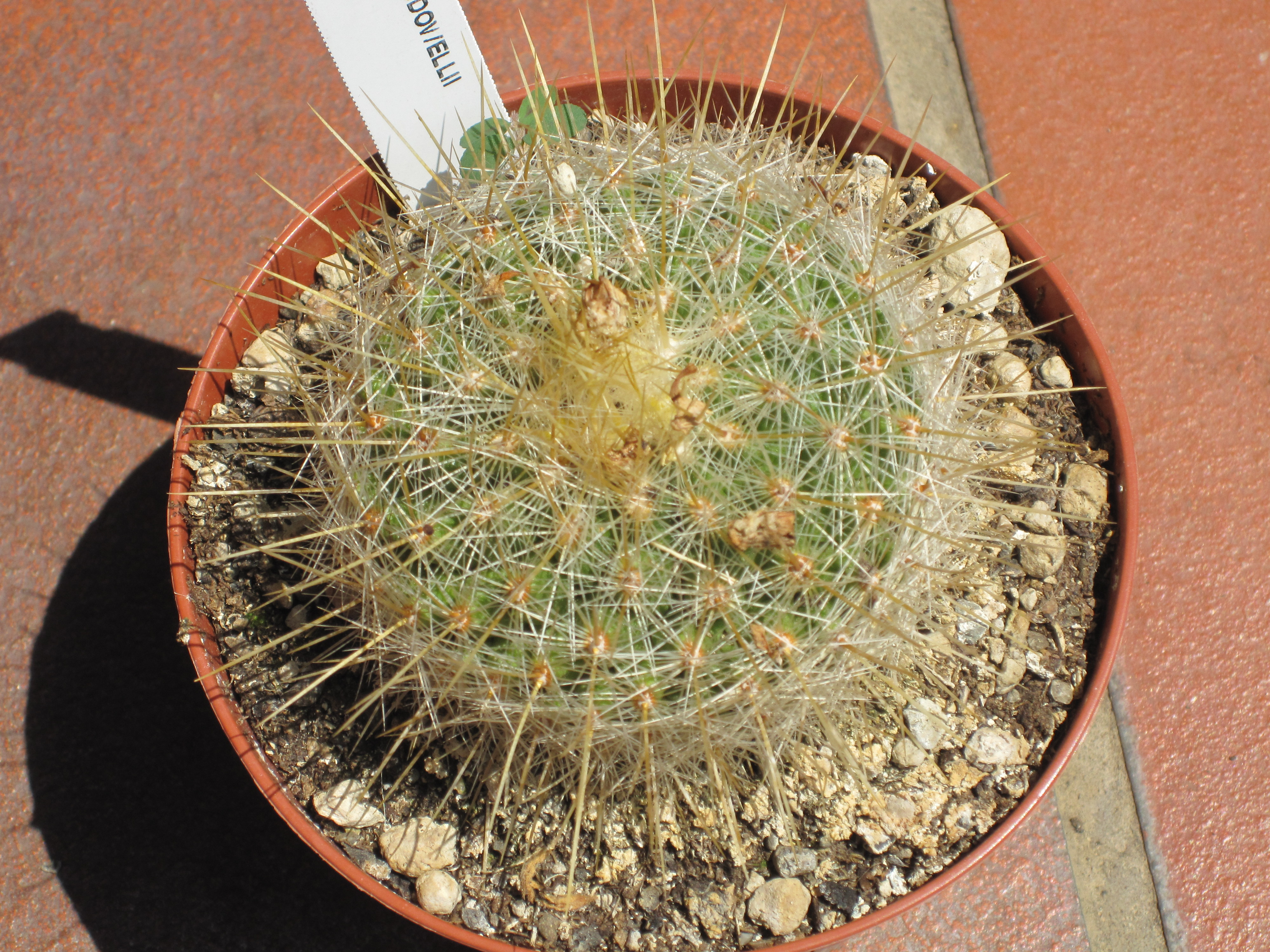
Thelocactus macdowellii

- Thelocactus bicolor (Galeotti ex Pfeiff.) Britton & Rose
- Thelocactus buekii (E.Klein bis) Britton & Rose
- Thelocactus conothelos (Regel & E.Klein bis) F.M.Knuth
- Thelocactus hastifer (Werderm. & Boed.) F.M.Knuth
- Thelocactus hexaedrophorus (Lem.) Britton & Rose
- Thelocactus lausseri Ríha & Busek
- Thelocactus leucacanthus (Zucc. ex Pfeiff.) Britton & Rose
- Thelocactus macdowelii (Rebut ex Quehl) W.T.Marshall
- Thelocactus × mirandus Halda & Panar.
- Thelocactus multicephalus Halda & Panar.
- Thelocactus rinconensis (Poselg.) Britton & Rose
- Thelocactus setispinus (Engelm.) E.F.Anderson
- Thelocactus tepelmemensis T.J.Davis, H.M.Hern., G.D.Starr & Gómez-Hin.
- Thelocactus tulensis (Poselg.) Britton & Rose

## Coltivazione
La coltivazione di queste piante (come quella di tutte le cactacee), vuole un terriccio molto drenante, composto da terra concimata e da sabbia grossolana in modo da permettere un buon drenaggio e impedire il ristagno dell'acqua che causerebbe il marciume del fusto.
Le Thelocactus devono essere piantate in vasi non molto grandi, di una misura appena superiore alla pianta, ma siccome la loro crescita è abbastanza rapida, necessiterà di un rinvaso che avverrà in primavera, almeno ogni due anni. La sua esposizione richiede piena luce e pieno sole, le innaffiature andranno fatte solo quando la terra apparirà asciutta; in inverno dovrà essere conservata a una temperatura che non scenda sotto i 4 °C e le innaffiature sospese. 
La sua riproduzione avviene quasi sempre per seme, siccome la pianta difficilmente produce polloni, il seme va posto in una composizione di terriccio e sabbia molto fini e umidi e conservati ad una temperatura di 21 °C in posizione ombreggiata.